# Asunción (Vorname)
Asunción ist ein zumeist weiblicher Vorname.

## Herkunft und Bedeutung
Der Name ist spanisch und bedeutet (Mariä) Himmelfahrt. Der Name wird gegeben in Bezugnahme auf die leibliche Aufnahme  der Jungfrau Maria in den Himmel. Daher kann er als ergänzender Name auch Männern gegeben werden.  
Eine Verkleinerungsform lautet Asun.

## Verbreitung
Im deutschsprachigen Raum ist der Name selten anzutreffen, in der Schweiz tragen ihn 63 Personen (Stand 2022). Asuncion gehörte in Spanien von 1920 bis Anfang der 1960er Jahre zu den Top-100. Danach ließ seine Beliebtheit stetig nach. Seit den 1990er Jahren wird er nur noch selten vergeben. Mehr als 32.000 Frauen tragen diesen Namen (Stand 2022). In Frankreich wurde der Name in den 1960er Jahren jedes Jahr vergeben, ansonsten wird er nur sporadisch gewählt. Der Name kommt in den USA seit 1930 hin und wieder in den Hitlisten vor, er ist aber ein eher seltener Name.

## Varianten
- Assumpta

## Bekannte Namensträger

### Weiblich
- Asunción Acosta (* 1954), kubanische Sprinterin
- Asunción Balaguer (1925–2019), spanische Schauspielerin
- María Asunción Aramburuzabala (* 1963), mexikanische Unternehmerin

### Männlich
- José Asunción Flores (1904–1972), paraguayischer Komponist